# Manuel de Sarratea
Manuel de Sarratea Altoguirre (Buenos Aires, 1774 - Limoges, France, 1849) était un diplomate, homme politique et militaire argentin.
Un des protagonistes de la révolution de Mai, il devint membre du premier triumvirat, puis assuma une fonction de ministre des affaires étrangères pour le compte du Directeur suprême Pueyrredón. Banni vers Montevideo en raison de ses contacts avec l’opposition fédéraliste, il sut mettre à profit la victoire fédéraliste de Cepeda de 1820 pour se faire nommer gouverneur de Buenos Aires et continuer ainsi à favoriser le camp fédéraliste. Finalement contraint de démissionner, il se joignit aux campagnes militaires des caudillos fédéralistes Estanislao López et Francisco Ramírez, puis poursuivit, à partir de 1825 jusqu’à sa mort, une carrière diplomatique en Angleterre, au Brésil et en France.    

## Ascendances et débuts dans la carrière politique
Né à Buenos Aires le 11 août 1774, il était le fils de Martín de Sarratea (1743-1813), originaire d’Ognate, dans le Guipuscoa (Pays basque espagnol), l’un des négociants les plus fortunés de la ville, et de Tomasa Josefa de Altolaguirre. Sa sœur Martina de Sarratea (1772-1805) épousa Jacques de Liniers, futur vice-roi du Rio de la Plata.
Après avoir poursuivi ses études à Madrid, il revint dans son pays pour y assumer des fonctions diplomatiques. Il prit part à la révolution de Mai de 1810 et, sur recommandation de Belgrano, fut nommé ambassadeur à Rio de Janeiro.
Un de ses frères, Juan Crisóstomo José de Sarratea, homme d’affaires influent de cette époque, contribua à financer les campagnes de l’armée des Andes.

## Premier triumvirat et Directoire
Après que la Grande Junte, née de l’élargissement de la Première Junte, premier gouvernement autonome de l’Argentine, eut été dissoute en septembre 1811, il retourna dans le Río de la Plata et fut nommé membre du nouvel exécutif, appelé premier triumvirat, lequel était en réalité, jusqu’à sa chute en octobre 1812, dominé par le secrétaire Bernardino Rivadavia. L’une des réalisations politiques de ce gouvernement fut la signature d’un traité de paix avec le dernier vice-roi Francisco Javier de Elío, aux termes duquel la bande Orientale, correspondant grosso modo au territoire de l’actuel Uruguay, devait être restituée à la couronne d’Espagne. En 1812 cependant, par suite de l’éclatement de la dénommée révolution orientale et le changement de pouvoir à Montevideo, le traité fut rompu et la guerre contre les royalistes relancée, la plupart des soldats criollos quittant alors la ville pour suivre leur caudillo, José Gervasio Artigas. Sarratea, qui avait la charge de l’armée dans la bande Orientale, s’employa en premier lieu à placer les troupes d’Artigas sous son propre commandement ; s’étant efforcé d’abord, mais en vain, de le convaincre, il usa de moyens plus subreptices, sans davantage de succès. Il en vint alors à déclarer Artigas un traître, mais cette mesure fut rejetée par les deux autres triumvirs. Sarratea continua d’avoir la charge de l’armée jusqu’à la première partie de l’année suivante, lorsqu’il fut remplacé, à la suite de la chute du second triumvirat fin 1812, par José Rondeau ; c’est alors seulement, après que le commandement eut été rendu à Artigas, que celui-ci et ses hommes consentirent à se réunir aux troupes de Buenos Aires pour remettre le siège devant Montevideo.
Sarratea resta politiquement inactif pendant plus de deux ans, jusqu’à ce que le Directeur suprême Gervasio Posadas lui confiât une mission diplomatique à Madrid et à Londres. Arrivé en Espagne, il offrit au roi Ferdinand VII, remonté sur le trône depuis peu, la soumission des Provinces-Unies du Río de la Plata à la couronne espagnole moyennant l’octroi d’une certaine autonomie au territoire. Pour toute réponse, il fut traité comme le représentant d’un groupe de séditieux et dut précipitamment faire route vers l’Angleterre. Là, il rencontra deux autres émissaires, Belgrano et Rivadavia, qu’il sut rallier à la sienne idée de faire couronner roi du Río de la Plata l'un des frères de Ferdinand VII, François de Paule de Bourbon, moyennant l’aval de leur père, Charles IV. Les négociations en ce sens furent assez avancées, et ils vinrent même à rédiger un projet de constitution monarchique. Comme le prince cependant s’y refusait, ils envisagèrent de le séquestrer pour le faire couronner à Buenos Aires.

## Gouverneur de Buenos Aires
À la mi 1816, Sarratea regagna Buenos Aires et fut nommé ministre des affaires étrangères du Directoire, à la tête duquel se trouvait alors Juan Martín de Pueyrredón. S’il démissionna quelque temps après pour raisons de santé, ce fut pour entrer aussitôt en contact avec l’opposition fédéraliste portègne, ce qui lui valut, sur ordre du Directeur suprême, une mesure de bannissement vers Montevideo.
À la suite de la bataille de Cepeda (février 1820), il se joignit à l’armée fédéraliste menée par Estanislao López et Francisco Ramírez. Envoyé par eux comme leur représentant devant le Cabildo de Buenos Aires, il parvint à convaincre celui-ci de le nommer gouverneur. Sitôt entré en fonctions le 18 février 1820, il signa avec les chefs fédéralistes le traité de Pilar, par lequel notamment la province de Buenos Aires reconnaissait comme ses égales les autres provinces du Río de la Plata. Par des clauses secrètes du traité, il s’engagea par ailleurs à procurer un important armement aux caudillos victorieux. Lorsque les militaires eurent vent de cette livraison, ils se soulevèrent contre Sarratea et le destituèrent le 6 mars, pour nommer à sa place le général Juan Ramón Balcarce. Ce dernier cependant se maintint au pouvoir pendant moins d’une semaine, car le général Ramírez menaça d’attaquer la ville au cas où l’accord de livraison d’armes ne serait pas entièrement honoré. Sarratea reprit ses fonctions de gouverneur le 11 mai 1820, et céda à Ramírez en outre quelques unités militaires, sous le commandement du colonel Lucio Norberto Mansilla. Ne réussissant pas à contenir l’état d’anarchie permanent dans lequel se débattait la province, ni à ramener les militaires à l’obéissance, il remit sa démission ce même mois de mai.
Il rejoignit l’armée de Ramírez lors de sa campagne contre Artigas, et la défaite de ce dernier fut peut-être sa plus grande réussite personnelle. De même, il prit part aux préparatifs de la guerre que se proposait de mener le caudillo d’Entre Ríos contre Buenos Aires, Santa Fe et Córdoba, et qui s’acheva sur un désastre. Sarratea se tint alors pour un temps éloigné de la politique.

## Missions diplomatiques
Le 31 août 1825, Juan Gregorio de Las Heras nomma Sarratea « chargé d’affaires des Provinces-Unies du Río de la Plata auprès de la Grande-Bretagne ».
En 1826, il fut à nouveau appelé, cette fois par le président Rivadavia, à remplir diverses missions diplomatiques en Angleterre. Il appuya à Londres la politique anglaise visant à séparer la bande Orientale d’avec les autres provinces argentines, ce qui fut accompli vers le milieu de l’année 1828. Le gouverneur Manuel Dorrego le maintint à son poste, et Juan Manuel de Rosas le nomma son ambassadeur à Rio de Janeiro et en France. Il s’éteignit le 21 septembre 1849 à Limoges.